# Fonderie de Ruelle
| Localisation de la France dans la Charente |

| Localisation de la France dans la Charente |

La fonderie de Ruelle est un site industriel créé en 1753 sur la rivière Touvre, en Angoumois, sur le territoire de l'actuelle commune de Ruelle. Créée pour couler des canons pour la Marine royale, elle est aujourd'hui un site de Naval Group (ancienne Direction des Constructions Navales).

## La forge à canons

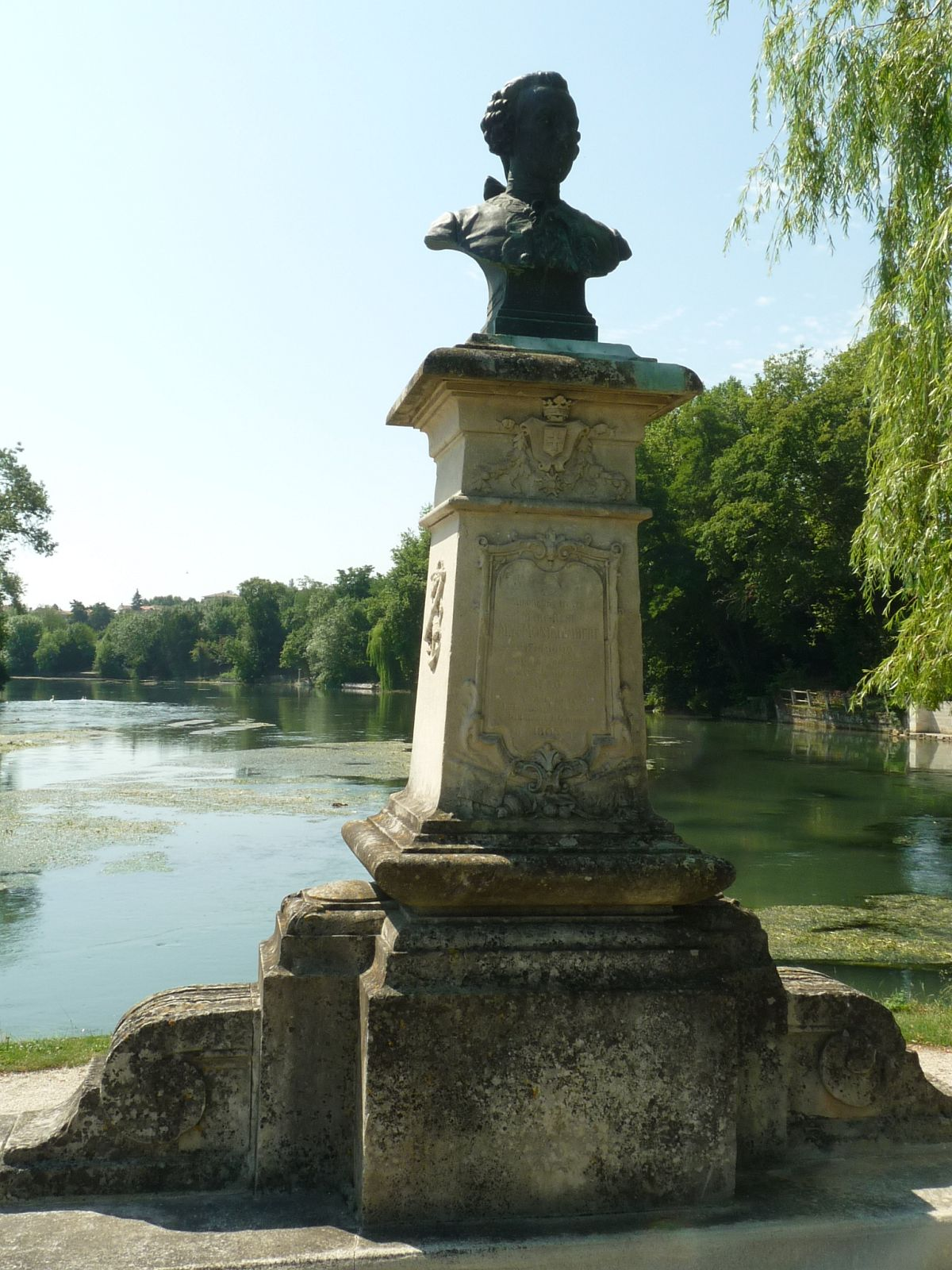
Buste de Montalembert à Ruelle.

En 1750, le marquis de Montalembert, né à Angoulême en 1714, seigneur de Maumont, Juignac, Saint-Amand, Montmoreau, la Vigerie et Forgeneuve, ingénieur et officier militaire occupé par la guerre jusqu'en 1748 (traité d'Aix-la-Chapelle), voulut réaliser son projet et acheta un moulin à papier sur la Touvre, à Ruelle, au Maine-Gagnaud, avec l'intention de l'aménager en forge. Cette installation complétait une petite forge, Forgeneuve, qu'il possédait déjà à Javerlhac sur le Bandiat.
Après quelques difficultés locales, il réussit à obtenir le 17 septembre 1750 un important contrat de fourniture d'artillerie en fer coulé (c'est-à-dire en fonte) et comptait sur ce nouvel établissement, associé aux diverses forges d'Angoumois et du Périgord qu'il avait prises à bail, pour remplir ce contrat.
La Touvre, au débit important et régulier dans l'année, grâce à ses sources, la deuxième résurgence de France, fournit la force motrice.
En 1752 les anciens bâtiments sont démolis et reconstruits sur un plan méthodique.
En 1753 la forge est destinée à la fabrication de canons pour la Marine du Roi. Ces canons sont acheminés jusqu'au port de l'Houmeau à Angoulême distant de 7 km, où ils sont embarqués sur la Charente pour armer les navires à l'Arsenal royal de la Marine à Rochefort, ou La Rochelle et Bordeaux.
Toutefois, en 1755, à la suite de difficultés techniques et financières, la monarchie imposa un régisseur à la tête de l'établissement et interdit de fait à Montalembert de se mêler de sa gestion, sans aucun dédommagement pour ce dernier. Après un long contentieux, Montalembert vendit en 1774 la forge de Ruelle au comte d'Artois, le futur Charles X, qui la céda en 1776 à son frère Louis XVI, en échange de forêts dans l'Est de la France.
Cependant, de 1755 à 1776, la monarchie avait, sinon la propriété, du moins le contrôle de la forge. Jusqu'en 1762, elle fut dirigée par le fondeur suisse Jean Maritz, agissant comme régisseur ; elle fut ensuite prise en charge par des maîtres de forges travaillant à leur propre compte, à qui l'on confiait les installations contre l'engagement de produire un certain tonnage annuel d'artillerie. Les travaux étaient surveillés par des officiers de Marine ou d'artillerie ayant le titre d'inspecteur. Cette fonction est occupée par André Fougeroux de Secval de 1775 à 1782.
Pendant cette période, la forge disposait de deux hauts-fourneaux et huit bancs de forerie, tous actionnés par des roues hydrauliques mues par la Touvre. Les hauts-fourneaux étaient alimentés en charbon de bois par la forêt voisine de la Braconne et en minerai de fer par les riches dépôts de la vallée du Bandiat et du sud de l'Angoumois : paroisses de la Chapelle, Saint-Robert, Hautefaye, Lussas-et-Nontronneau, Javerlhac, Connezac en Périgord fournissant plus que Charras, la Grauge, Mainzac, Grassac, Marthon, Feuillade en Angoumois. Ce minerai était souvent ramassé à même la terre, comme on peut encore le trouver de nos jours, et était composé d'un tiers (en poids) de fer pur. Il était lavé sur place dans des lavoirs sur le Bandiat où il perdait pas mal de terre et pierre, et parfois fondu une première fois dans les forges locales,,. Le minerai, ou les canons, étaient acheminés par charroi à Ruelle en deux étapes : le moulin de Guillot (commune de Feuillade) et la Pipaudie (commune de Chazelles) où le minerai perdait encore quelques impuretés dû au frottement du trajet. Aujourd'hui encore est organisée chaque année, la Route des Tonneaux et des Canons, généralement au mois de septembre.

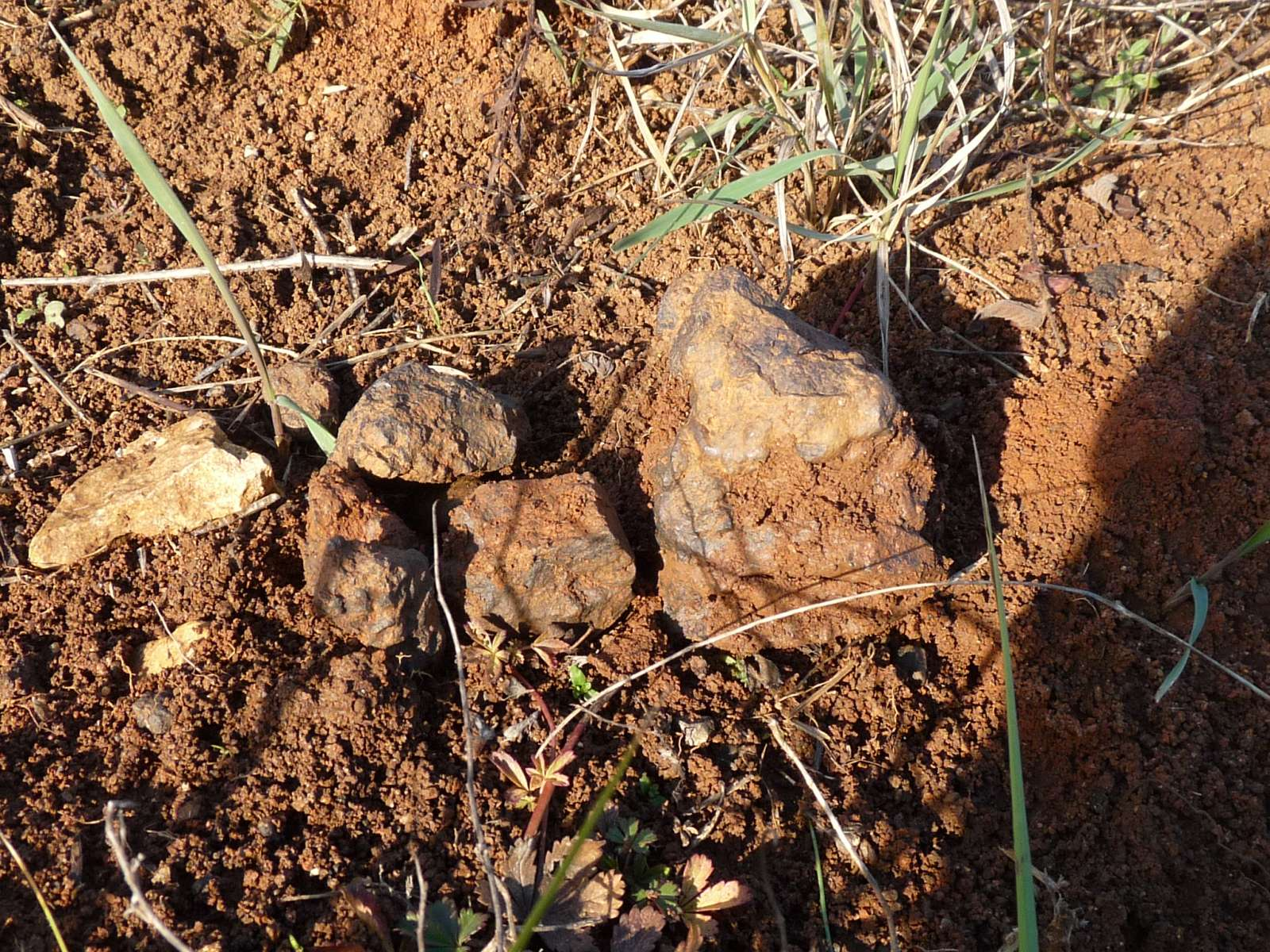
Minerai de fer à la surface d'un champ à Souffrignac.
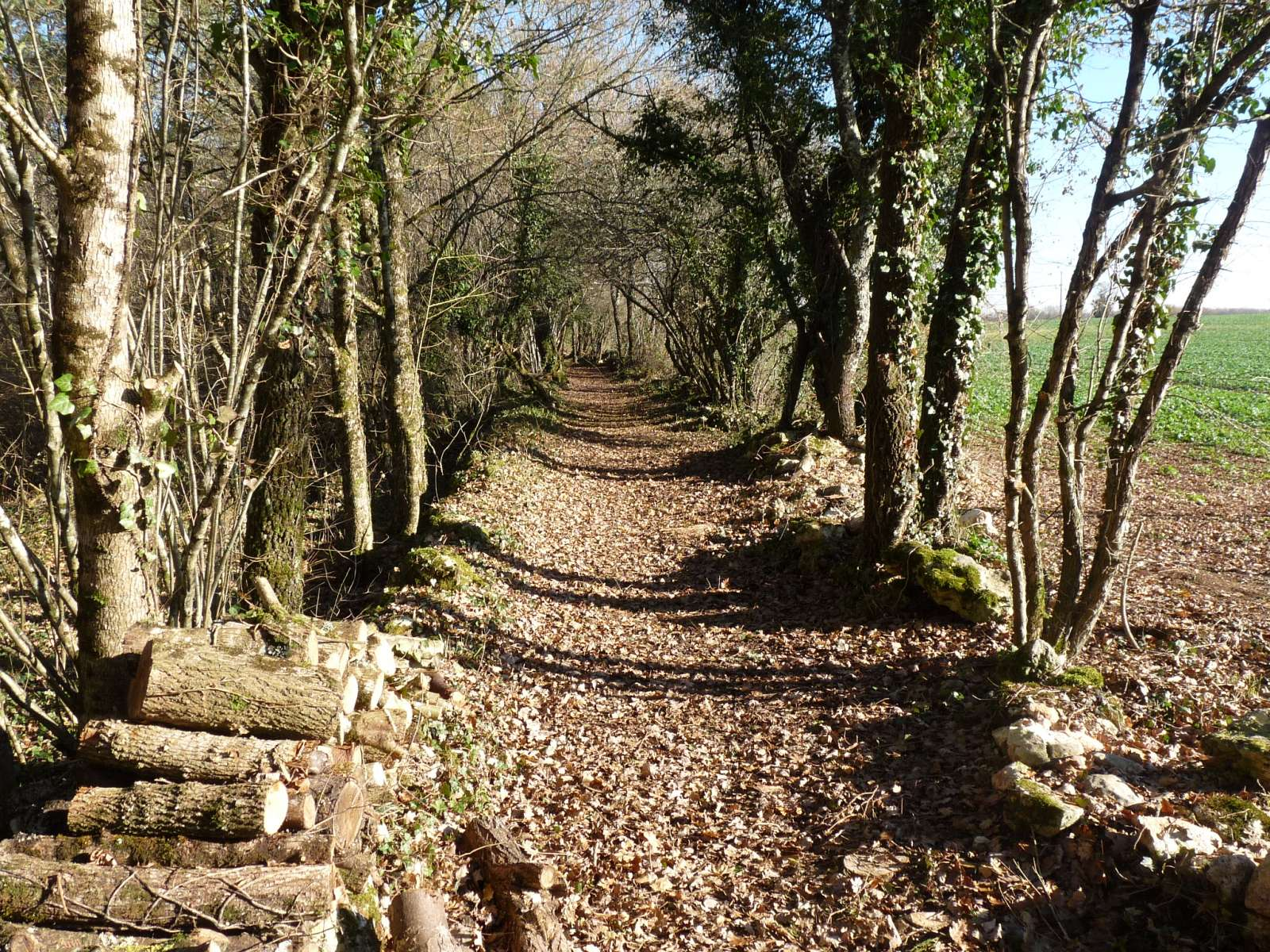
Chemin du fer entre la Pipaudie et le Quéroy.
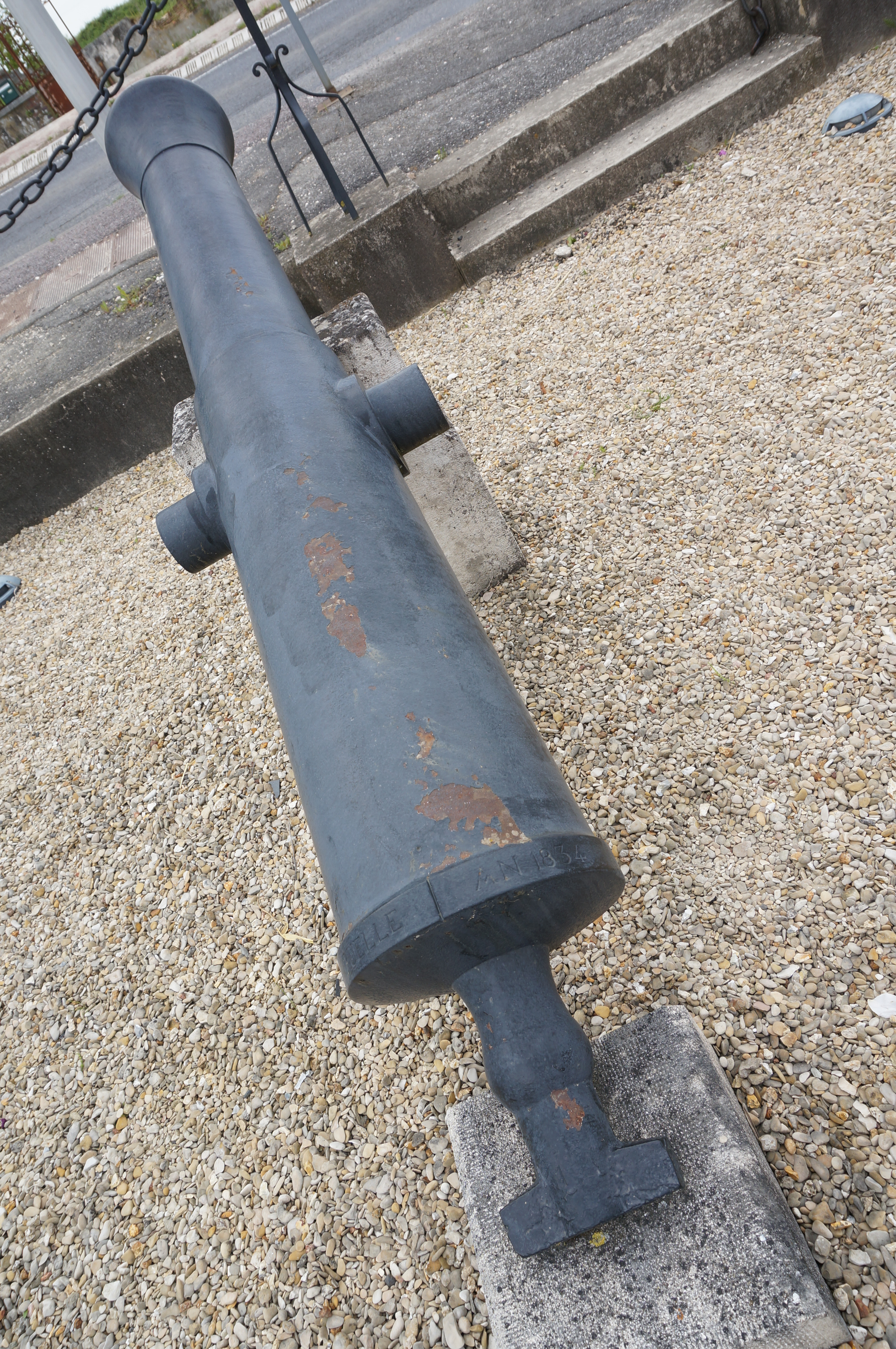
Présenté au mémorial de Champaubert.
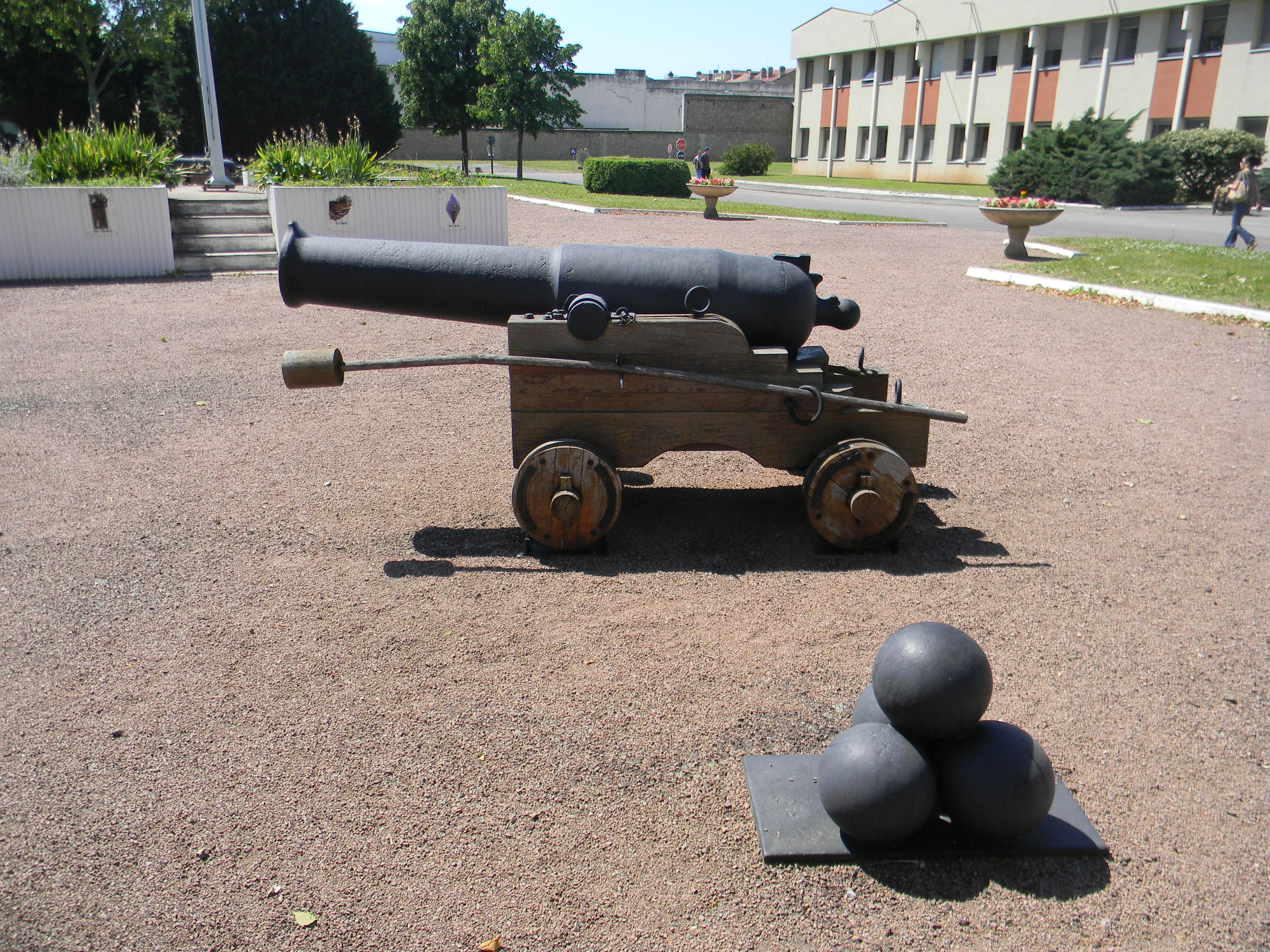
Présenté au Quartier Général-Sabatier.
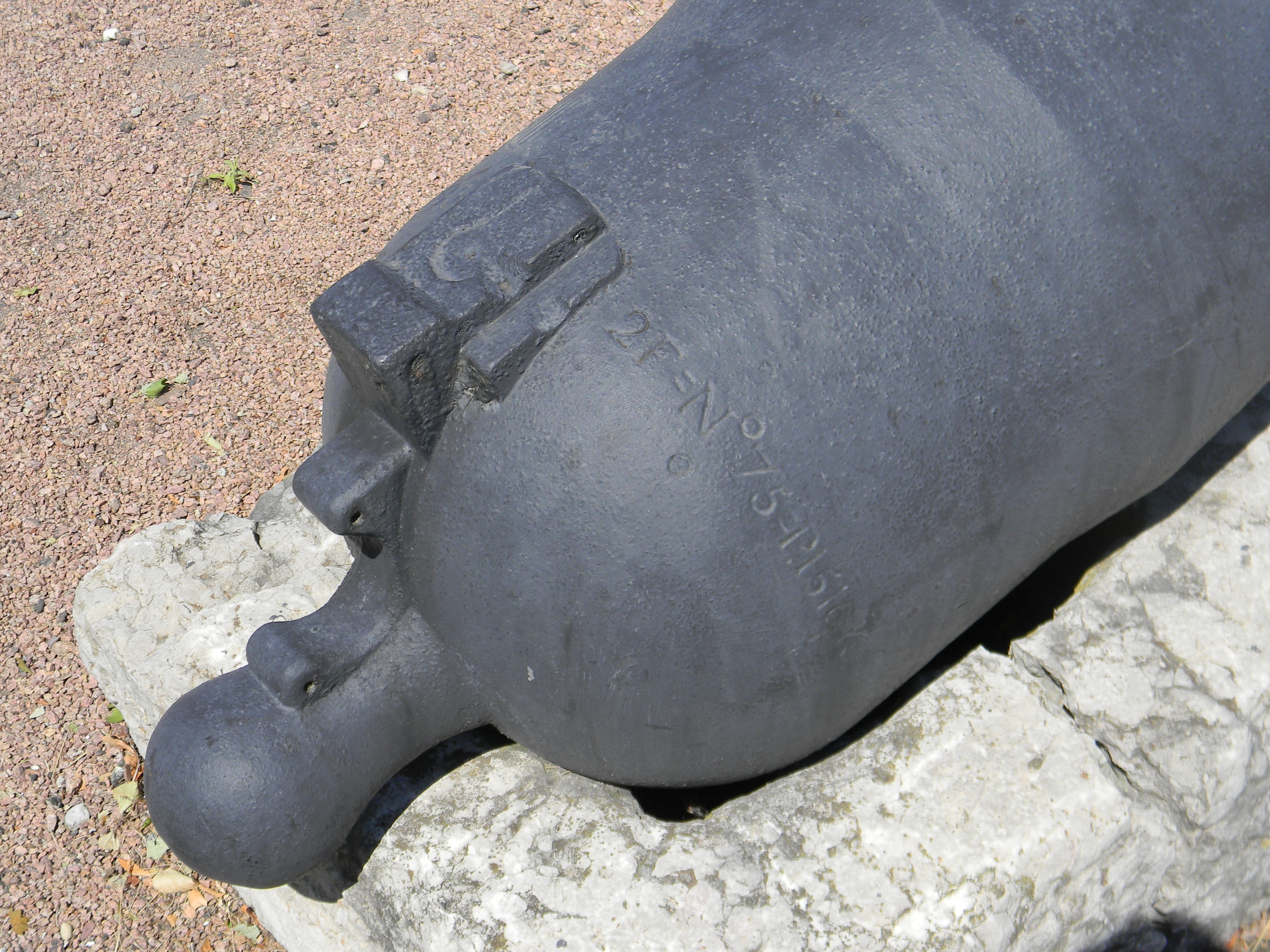
de même.

Sous la régie de Maritz, la forge se dota également d'une fonderie de bronze qui produisait principalement des pièces de machines à forer.
La fonderie emploie alors 400 ouvriers.
En 1782, elle devient « Fonderie royale de la Marine ». C'est déjà une des « plus belles forges du royaume ».
Dès 1785, les canons fondus dans les autres fonderies de l'État, notamment à Indret, sont envoyés à Ruelle pour y être forés.

## De la forge à la fonderie

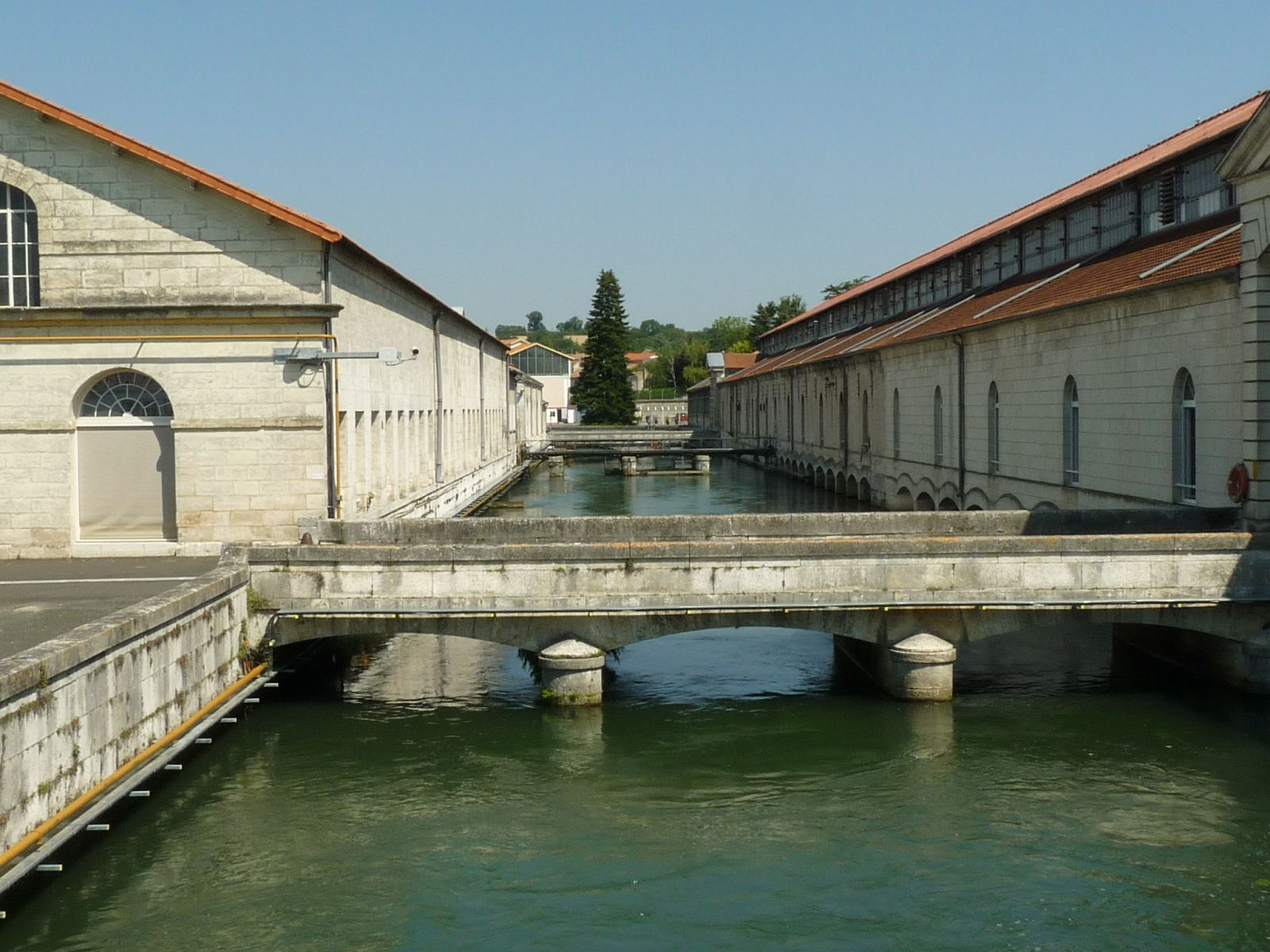

En 1788 commencent les travaux d'une nouvelle fonderie associant hauts fourneaux et fours à réverbère, qui permettent de refondre la fonte pour la couler. Les travaux de la nouvelle fonderie se poursuivent sous la Révolution, sans d'ailleurs être achevés. Le représentant Gilbert Romme, envoyé par la Convention nationale pour activer la fabrication de l'artillerie de marine dans la région, y adjoint deux fours à réverbères supplémentaires sur le site de l'ancienne fonderie de bronze de Maritz. 
Avec la Révolution, la fonderie a pris une grande importance. Il manquait 6 000 canons pour équiper les vaisseaux dont la construction avait été décidée. C'est à cette époque, en l'an II, qu'on est passé du moulage en terre au moulage en sable, beaucoup plus rapide,.
En 1795, la fonderie, devenue « Fonderie nationale », compte deux hauts fourneaux en service, deux en construction et trois paires de fours à réverbères jumeaux.
Le système de l'entreprise, entré en vigueur en 1762, est conservé jusqu'en 1803 malgré des difficultés dues tant aux changements techniques qu'à la conjoncture politique. Le Consulat en fait alors une régie nationale.

## Une grande usine pour la Marine

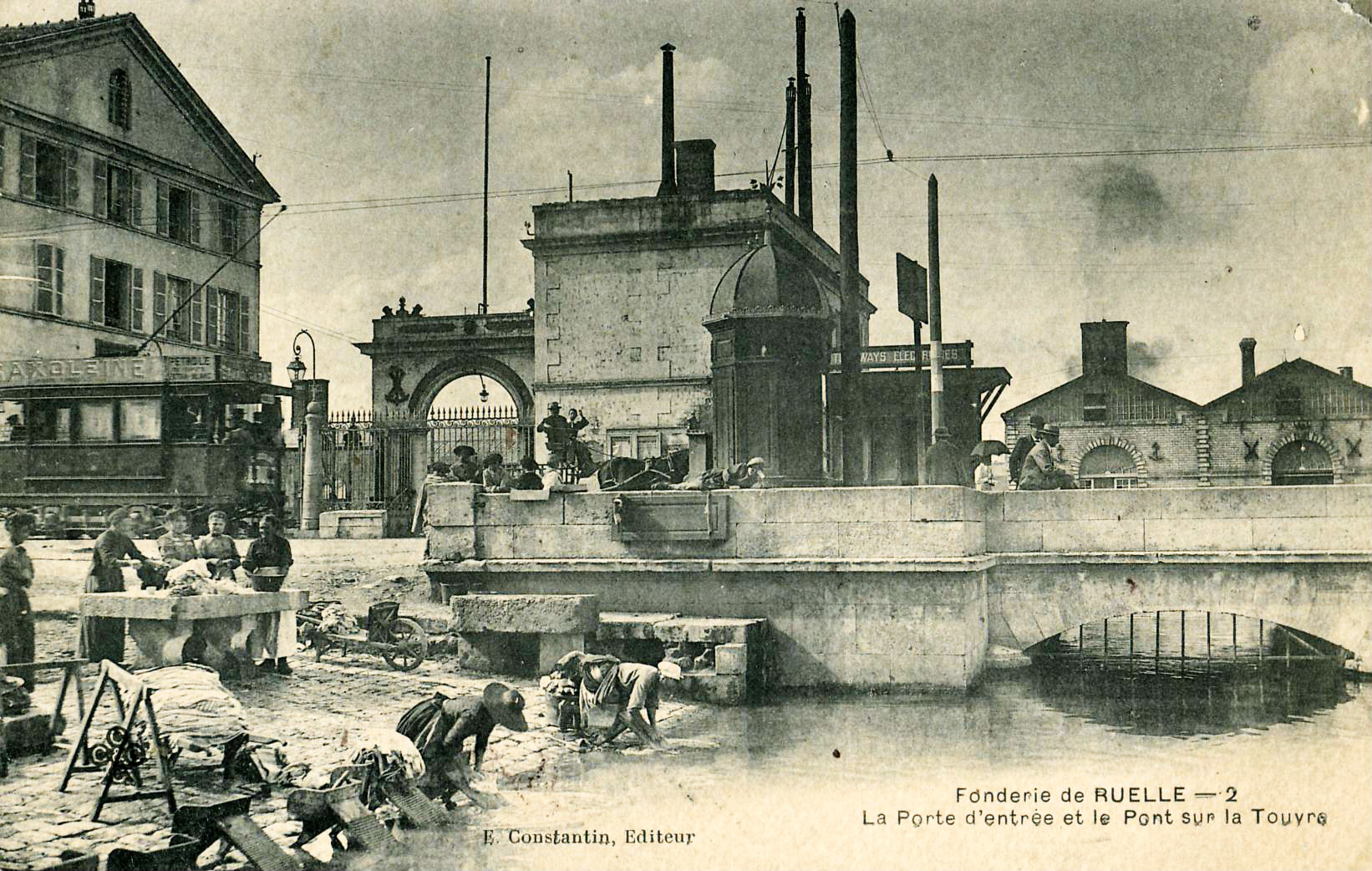
Une rame du tramway d'Angoulême devant l'entrée de la fonderie, au tout début du XX

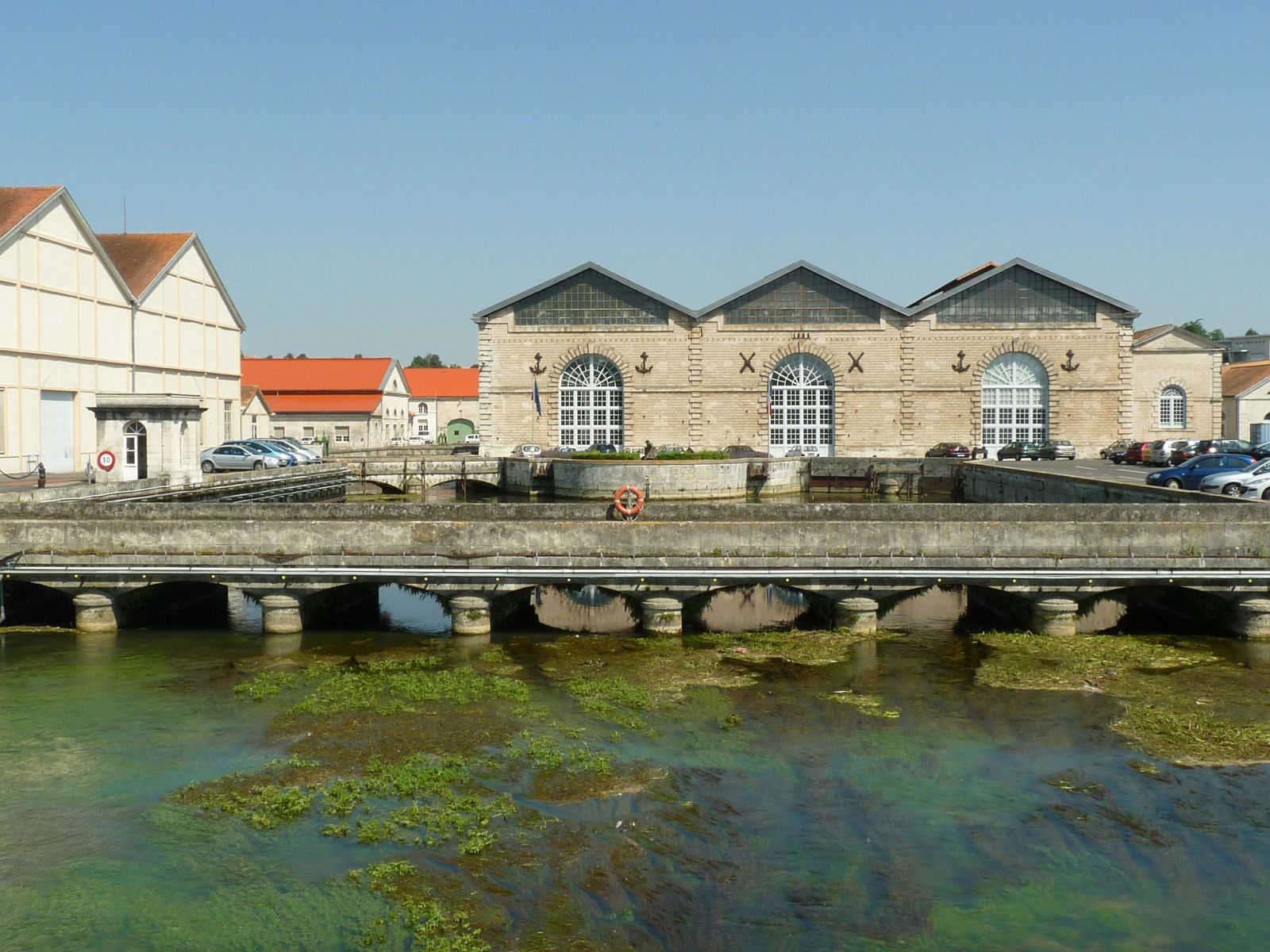

Entre 1803 et 1813, la production augmente de 70 %, pour s'effondrer ensuite. En 1815, la fonderie ne compte plus que 22 ouvriers. Mais à la Restauration elle devient la fonderie la plus importante de la Marine.
Elle est profondément modifiée dans les années 1820 : les biefs de la Touvre prennent alors leur configuration actuelle, et la force motrice de la rivière atteint les 260 chevaux.
En 1827, Ruelle possède deux hauts fourneaux, six fours à réverbères et 18 bancs de forerie.
En 1837, la fonderie possède six fours à réverbères supplémentaires. Elle fournit cette année-là 243 canons.
En 1841, le personnel et le matériel de la fonderie de Rochefort sont redirigés sur Ruelle, et en 1844 la fonderie et la forerie pour l'artillerie en bronze sont en pleine activité.
Entre 1855 et 1860, un grand nombre de pièces rayées furent fabriquées, avec un frettage continu en acier puddlé sur toute leur longueur pour leur donner une plus grande résistance. En 1861, le mode de chargement des canons s'effectue par la culasse, grâce à un mécanisme simple.
En 1880, la fonderie récupère le personnel et le matériel de celle de Nevers. La fonderie s'agrandit alors et se modernise. Des bâtiments sont reconstruits, sous la direction du colonel du Pan, en particulier la fabrication de grosses pièces et des culasses.
Grâce à l'arrivée du chemin de fer en 1875, la fonderie est reliée à la Charente par une voie ferrée (ligne Angoulême - Limoges et embranchement spécial en gare d'Angoulême) qui permet l'embarquement des plus gros canons sur des gabares à destination du port de Rochefort grâce à une grue hydraulique installée au port de l'Houmeau à Angoulême. Le trafic fluvial sera peu à peu remplacé par le rail entre les deux guerres et cette grue ne sera démontée qu'en 1950.
Son effectif culmine à plus de 6 000 ouvriers lors de la Première Guerre mondiale, et produit des canons aussi bien pour la Marine que pour l'Armée de Terre. En 1916, les canons de 400 mm qui écrasèrent les superstructures du fort de Douaumont, que les Allemands avaient capturé, venaient de Ruelle.
Les plus grosses pièces d'artillerie de marine que fabriqua la fonderie sont les canons de 380 mm destinés à la classe Richelieu et celles ayant le plus fort calibre les canons de 42 cm modèle 1875 de la classe Terrible.

## Des canons aux missiles
Entre 1940 et 1941, la Fonderie est occupée par les Allemands et le personnel dispersé.
Peu après 1950, l'activité des missiles navals surface-air est confiée à la Fonderie de Ruelle. 
En 1949, Ruelle développe sur la base du missile allemand Schmetterling un véhicule subsonique avec un propulseur à propergol liquide appelé Maruca (Marine Ruelle contre avions), puis, en 1955, l'ECAN de Ruelle a travaillé sur le missile supersonique fonctionnant avec des propergols solides, Masurca (Marine supersonique Ruelle contre avions). 
En 1970, la Fonderie de Ruelle devient l'établissement de constructions d'armes navales (ÉCAN) qui développe de nombreux autres missiles et missiliers (parties sous-marines). Toutefois, la création de la famille Exocet dans les années 1970 a mis un terme à l'ECAN en termes de missiliers.
Elle développe aussi un canon antiaérien de calibre 100 mm pour armer des frégates classe La Fayette.
En 1990, l'ECAN devient la direction des constructions navales (DCN).
En 2000, la DCN quitte la DGA pour devenir un service à compétence nationale, en 2001, la DCN change à nouveau de statut pour se transformer en entreprise privée le 1er juin 2003.
En 2007, après reprise partielle par Thales, DCN devient DCNS puis Naval Group en 2017.
Les effectifs sont de 850 salariés en 2008.
Le site est chargé de la conception et du développement des équipements des bâtiments de surface et des sous-marins (système automatisé, système de lancement d'armes SYLVER, manutention d'hélicoptère). La base Équipement naval de DCNS est également experte dans le développement des systèmes de conduite et des simulateurs d'entraînement.

## Centre de formation
Au fil de son histoire, la fonderie a toujours intégré son propre centre de formation des apprentis, avec concours d'entrée.